# Michael Boroš
Michael Boroš (* 9. August 1992 in Tábor) ist ein tschechischer Radrennfahrer, der im Cyclocross und auf der Straße aktiv ist.

## Sportlicher Werdegang

### Cyclocross
Im Cyclocross und auf der Straße aktiv, lag Boroš Schwerpunkt seit Beginn seiner Karriere beim Cyclocross. Seit Mitte der 2010er Jahre ist er der stärkste Cyclocrossfahrer seines Landes. Seit der Saison 2016/2017 gewann er bisher (Stand 2025) achtmal den nationalen Titel. Im Toi Toi Cup, der wichtigsten Cyclocross-Serie in Tschechien, stand er regelmäßig auf dem Podium und sicherte sich zweimal die Gesamtwertung.
International lagen seine Ergebnisse bei Welt- und Europameisterschaften, im Weltcup und in der Superprestige regelmäßig zwischen Platz 10 und 30. Karrierebestwerte sind bei den Weltmeisterschaften ein jeweils siebter Platz in den Jahren 2017 und 2024, bei den Europameisterschaften ein siebter Platz im Jahr 2017 und im Weltcup ein siebter Platz 2018 in Nommay.

### Straße
Mit seinen Cross-Teams, die teilweise auch als UCI Continental Team lizenziert waren, fuhr Boroš in den Sommermonaten zum Formaufbau wiederholt auf der Straße, blieb aber zunächst ohne nennenswerte Ergebnisse. Zur Saison 2022 wurde er Mitglied im tschechischen Continental Team Elkov-Kasper, mit dem er vermehrt an Straßenradrennen teilnahm. Gleich im ersten Jahr erzielte er mit dem Memoriał Jana Magiery seinen ersten Sieg auf der Straße. In der folgenden Saison gewann er den Grand Prix Vorarlberg, der erstmals im Rennkalender der UCI stand.

## Erfolge

### Cyclocross
2013/14
- zwei Läufe Toi Toi Cup

2014/2015
- vier Läufe Toi Toi Cup

2016/2017
- Tschechischer Meister
- ein Lauf Toi Toi Cup

2017/2018
- Tschechischer Meister

2018/2019
- Tschechischer Meister

2019/2020
- zwei Läufe und Gesamtwertung Toi Toi Cup

2020/2021
- Tschechischer Meister
- zwei Läufe und Gesamtwertung Toi Toi Cup

2021/2022
- Tschechischer Meister
- zwei Läufe und Gesamtwertung Toi Toi Cup

2022/2023
- Tschechischer Meister
- zwei Läufe Toi-Toi Cup

2023/2024
- Tschechischer Meister
- vier Läufe Toi Toi Cup

2024/2025
- Tschechischer Meister

### Straße
2022
- Memoriał Jana Magiery

2023
- Grand Prix Vorarlberg